# Michelle de Hoogh
Michelle de Hoogh-Verstraeten (Tegelen, 13 november 1980) is een Nederlandse sieradenontwerpster.
Ze heeft haar bekendheid vooral te danken aan de ontwerpen die door een groot aantal bekendheden worden gedragen, waaronder koningin Máxima, Sylvie Meis, Anouk Smulders, Chantal Janzen en Doutzen Kroes. Haar collectie wordt sinds 2013 internationaal verkocht onder het merk Miccy's Jewelz.
Tegenwoordig is de collectie in meerdere landen verkrijgbaar en werkt De Hoogh aan de uitrol in Londen, de Verenigde Arabische Emiraten en de Verenigde Staten.
De Hoogh volgde een opleiding aan de Zuyd Hogeschool in Maastricht. Haar inspiratie wordt gevoed door reizen en wonen in onder andere Italië en het Midden-Oosten.
Sinds eind 2014 is De Hoogh woonachtig in Dubai. 